# Dacryodes peruviana
Dacryodes peruviana là một loài thực vật có hoa trong họ Burseraceae. Loài này được (Loes.) H.J.Lam mô tả khoa học đầu tiên năm 1932.